# Jan Kubice
Jan Kubice, né le 3 octobre 1953, est un officier de police et homme politique tchèque. Il a été ministre de l'Intérieur.

## Carrière
Initialement affecté à la protection des bâtiments officiels, il devient directeur du service de protection des hautes personnalités en 1993. Deux ans plus tard, après un passage à la brigade criminelle, il est nommé directeur de la section du crime organisé. Il quitte la police à la fin de l'année 2008.
Le 19 avril 2011, il est nommé ministre de l'Intérieur dans le gouvernement de Petr Nečas, en remplacement du vice-président du gouvernement, Radek John. Le 10 juillet 2013, l'indépendant Martin Pecina le remplace.